# Hygophum hygomii
Hygophum hygomii är en fiskart som först beskrevs av Christian Frederik Lütken 1892.  Hygophum hygomii ingår i släktet Hygophum och familjen prickfiskar. Inga underarter finns listade i Catalogue of Life.